# High Society auf Koreanisch
High Society auf Koreanisch (intl. Titel: High Society) ist ein Spielfilm des südkoreanischen Regisseurs Byun Hyuk aus dem Jahr 2018.

## Handlung
Jang Tae-jun ist Wirtschaftsprofessor an einer Universität. Oh Su-yeon ist Vizedirektorin einer Kunstgalerie. Sie sind ein gut situiertes Paar der Mittelklasse. Doch beiden winkt ein Aufstieg in die High Society Seouls. Als Professor wird Jang ins Fernsehen eingeladen, um zu wirtschaftspolitischen Themen Stellung zu nehmen. Um das Problem der drückenden Mietpreise zu lösen, schlägt er eine Zivilbank vor. Einige Tage nach seinem Auftritt rettet er einen Mann, der sich selbst anzündete. Durch den Zuspruch im Internet für seine Rettungstat und seine Ansichten sieht die konservative, republikanische Partei in ihm einen Kandidaten für den Kongress. Sie wollen mit ihm das Thema der Zivilbank angehen. Währenddessen ist das Verhältnis von Su-yeon zu ihrer Chefin angespannt. Doch sie ist energisch bei ihrer Arbeit und möchte Direktorin der Kunstgalerie werden. Da die Leiterin der Galerie, Hwa-lan, ihre Eignung als Direktorin in Frage stellt, sucht sie ihren Mann, den Künstler Han Yong-seok auf, um durch ihn die Zusicherung für die zukünftige Leitung zu erhalten.

## Rezeption
Der Film startete am 29. August 2018 in den südkoreanischen Kinos und konnte 768.442 Kinobesucher verzeichnen. International veröffentlichte Netflix die Langfassung des Films am 29. Januar 2019.
Yoon Min-sik von der Korea Herald gibt dem Film eine gemischte Kritik. Visuell sei der Film ansprechend, die schauspielerische Leistung sei gut und die Idee überzeugend. Yoon Je-moon spiele sehr akzentuiert und sorge für die wenigen Lacher, auch wenn zu jeder Zeit klar sei, dass seine Figur die unangenehmste im Film ist. Jedoch würden die Figuren letztlich nicht genügend weiterentwickelt, das Ende sei schwach und der Film biete keine neue Perspektive.